# 17600 Добріховиці
17600 Добріховиці  (17600 Dobřichovice) — астероїд головного поясу, відкритий 18 вересня 1995 року.
Тіссеранів параметр щодо Юпітера — 3,224.